# 8볼

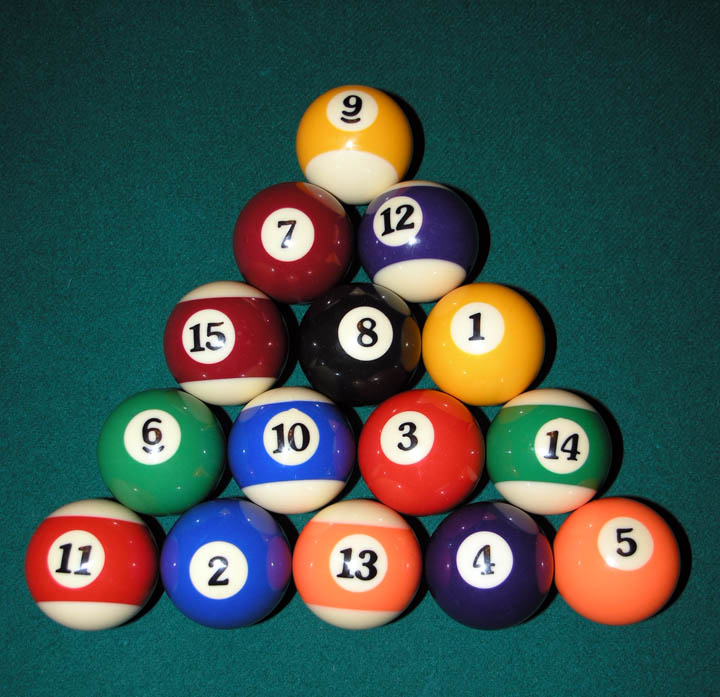
15구 셋팅

8볼(Eight-ball 또는 8-ball)은 전 세계적으로 인기있는 포켓볼 게임이다. 프로와 아마추어 대회가 열린다.
8볼은 16개의 공으로 게임을 하며, 1개의 큐볼과 15개의 목적구로 구성된다. 15개의 목적구는 7개의 줄무늬구와 7개의 단일색상구와 검은색 8번구로 구성된다. 또한 구 색상의 변경이 가능하기 때문에, 게임을 가령 7개의 황구, 7개의 적구로 구성할 수도 있다. 큐볼을 스틱으로 쳐서, 7개의 목적구와 1개의 검은색 8번구를 당구대 구멍(포켓)에 먼저 넣는 사람이 이긴다.